# Damrong Rajanubhab

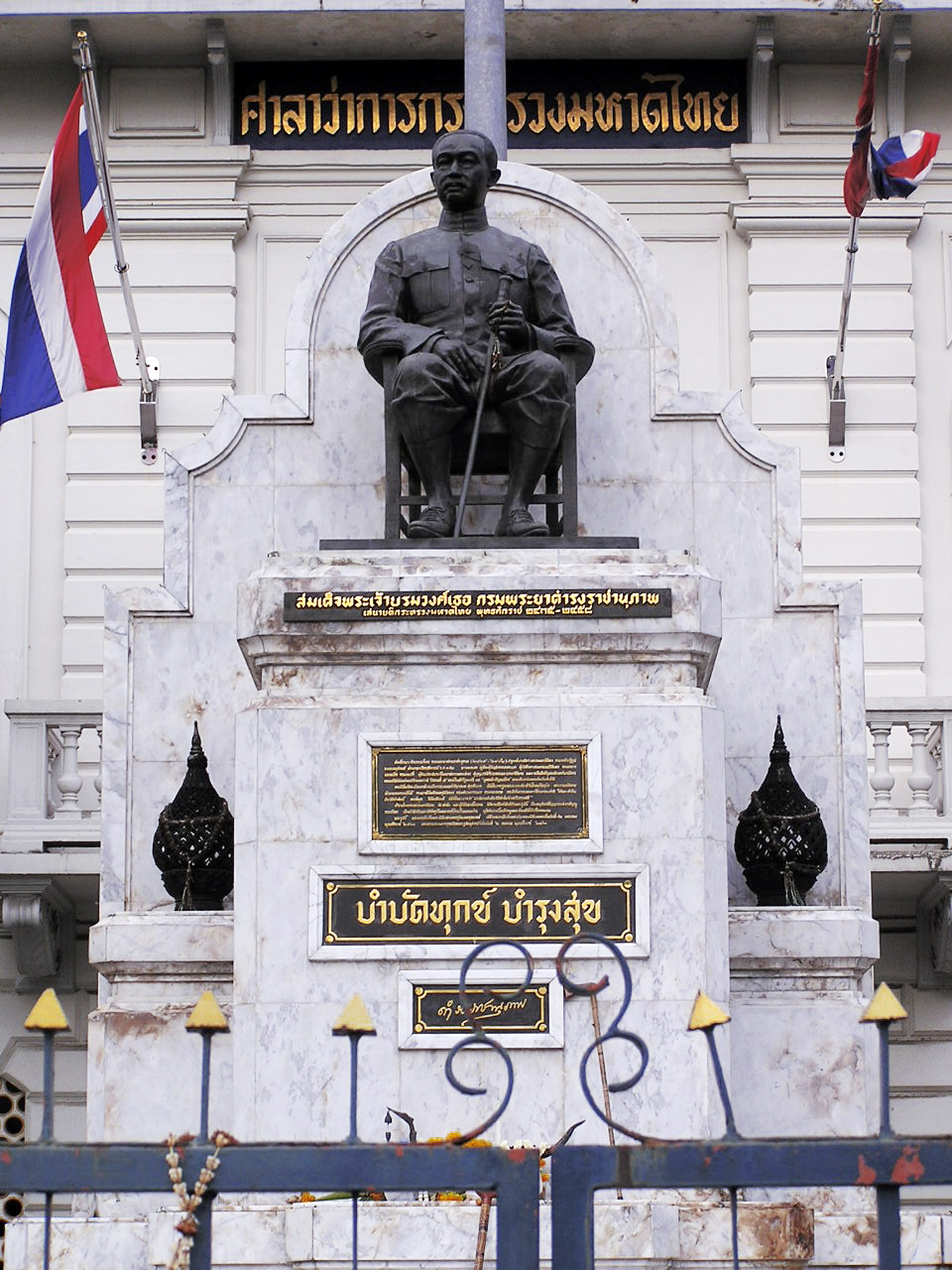
Monumento a Damrong Rajanubhab.

El Príncipe Damrong Rajanubhab (en tailandés, incluyendo su título completo: สมเด็จพระเจ้าบรมวงศ์เธอกรมพระยาดำรงราชานุภาพ) (21 de junio de 1862 - 1 de diciembre de 1943) fue el fundador del sistema educativo tailandés moderno así como la administración provincial moderna. Fue también historiador autodidacta, y uno de los intelectuales más influyentes de su tiempo.
Nacido como Phra Ong Chao Disuankumaan (พระองค์เจ้าดิศวรกุมาร - príncipe Disuankumaan), hijo del rey Mongkut. Aprendió inicialmente tailandés y pali de profesores particulares privados, e inglés en la escuela real con Sr. Francis George Patterson. A la edad de catorce años recibió su enseñanza convencional en una escuela especial del palacio creada por su hemanastro, el rey Chulalongkorn.
- Datos: Q1158913
- Multimedia: Damrong Rajanubhab / Q1158913